# Biskupie (Kraków)
Biskupie – dawna jurydyka będąca własnością biskupstwa krakowskiego. Powstała w XVI wieku na północ od murów miejskich Krakowa. Obejmowała 27 zagród i 10 ogrodów. Co najmniej od 1543 roku w jurydyce działał samorząd. Pod koniec XVIII wieku liczyła około 480 mieszkańców. Miała wejść w skład miasteczka Stanisławów, planowanego do utworzenia przy dworze biskupim w Prądniku Białym. Ostatecznie jednak została włączona w granice Krakowa.